# Щоденник національного героя Селепка Лавочки
«Щоденник національного героя Селепка Лавочки» — гумористична повість, яку написав Юрій Тис-Крохмалюк і видав у Аргентині в 1954 році.
Головний герой — Селепко Лавочка з Української дивізії «Галичина». За стилем написання повість нагадує твір «Пригоди бравого вояка Швейка» Ярослава Гашека.

## Ім'я головного героя
Хоча протагоніст повісті називає себе Селепко, це не його справжнє ім'я. Селепко на Наддніпрянщині буквально означає «селюк, мужик». У дивізії «Галичина» старшини так називали звичайних солдатів.

## Сюжет
Селепко Лавочка в липні 1943 року везе сахарин, коли його схоплюють німецькі шуцмани. Лавочку збираються відправити в Німеччину пасти свиней. Наступного дня він висловлює бажання служити в Української дивізії Ваффен-СС «Галичина». Пройшовши медогляд, він з іншими новобранцями їде на польський військовий полігон «Гайделягер». Дорогою Лавочка демонструє впевненість і дотепність, але сумує за своєю коханою Маланією.
Лавочку призначають писарем, але це не скасовує втомливої муштри. На службі він зустрічає свого приятеля, мовознавця Юську. Через хворобу в Лавочки з'являється багато вільного часу для писання, він робить висновок, що «робити історію може кожен дурень, а писати — тільки розумний». Поступово Лавочці все більше подобається в війську, бо там усе чітко і немає політиків.
Селепко Лавочка мріє бути чи принаймні виглядати героєм, але цьому стають на заваді то незнання чого-небудь, то доставлений матір'ю алкоголь. Потім солдатів відвідують дружини, Лавочка сумує, що до нього ніхто не приїхав.
Що довше Лавочка перебуває у війську, то більше розуміє, що там не цінується розум. Абсурду додають кількаразові оголошення та скасування відправки «кудись». Лавочці виповнюється 20 років, його призначають кінним зв'язковим. Але кінь вдаряє його копитами і Лавочка опиняється у шпиталі.
З початком 1944 року Лавочку з його побратимами відправляють у Францію. Вони святкують Святий Вечір у Парижі. Маланія ображається на Селепка за те, що він перестав називати її в листах по-народному Мелянією, і пориває з ним. Невдовзі вона одружується з поліцаєм.
Вояки повертаються до Польщі, Селепко записується у відпустку та в березні їде до Львова. Він зустрічає кількох знайомих, які пішли в УПА. Лавочка зустрічає дівчину Марусю, яку бачив раніше, і справляє на неї гарне враження своїм знанням літератури (чого навчився від Юська).
Лавочка стає сапером, єдиний з дивізії отримує повну військову освіту. Нетривалий наступ на більшовиків змінюється їхнім контрнаступом. Лавочка бере участь у боях і зазнає легкого поранення. Німці панікують, через що доводиться відступати. Дивізія спиняється в селі, яке займають радянські війська. Лавочка проявляє рішучість і, ставши за кулемет, відбиває наступ ворога, рятуючи цим побратимів. Він пишається, що нарешті став героєм, але несподівано потрапляє в засідку.
Селепко опиняється в полоні, проте після допиту випадає нагода втекти. Разом з іншими полоненими він роззброює заставу та вирушає до своїх. Дивізія рухається в Миколаїв, умови стають дедалі гірші. Спати доводиться в колишніх бараках для радянських полонених, бракує харчів. У цей час Лавочці приходить лист від чоловіка Маланії, який проситься до війська, бо не може витримати життя з дружиною.
Через наступ радянських військ дедалі більше українців вступають до дивізії «Галичина». Між тим німці стають усе жорстокіші та зверхніші, вимагають знищити УПА. Дивізія їде в Словаччину, де бере участь у штурмі зайнятої більшовиками столиці. Вояки отримують багато трофейної зброї, кілька десятків тікають до УПА. Лавочка знайомиться з дівчиною Аничкою та отримує листа від своєї знайомої Олі зі Братислави. Але скоро він свариться з Аничкою, бо не хоче покидати службу заради зустрічі з нею.
Що далі просуваються радянські війська, то більше українців йдуть воювати на боці УПА чи власівців. Під час оборони Банської Бистриці Лавочка знову відбиває наступ із кулемета, проте глобального наступу це не скасовує. Становище німців усе гіршає, на початку 1945 року дивізія відходить на південь, у Австрію.
Американські літаки бомлять околиці Марбурга, Лавочка потрапляє під бомбардування, проте лишається неушкоджений. Триває боротьба з партизанами, коли німці вимагають аби з дивізії «Галичина» їм передали половину зброї. Лавочка кілька разів опиняється на передовій, відбиває атаки, але зброї обмаль. У одному з боїв, коли група вояків проривається до своїх, зникає безвісти Юська.
Німеччина капітулює, дивізія відступає в Тамсберг, де здається в полон англійцям. Лавочка зустрічає Юську, якому вдалося вирватися з бою. Сотник дає наказ співати «Розпрягайте, хлопці, коні».

## Історія видань
Вперше повість видана в 1954 в Аргентині, де після війни проживав автор. Бібліотека журналу «Мітла», видавництво Юрія Середяка, Буенос-Айрес. Дотепні малюнки створив художник Олександр Климко.
В 1982 книгу видано вдруге накладом Братства колишніх вояків 1-ї української дивізії УНА, Торонто-Нью-Йорк.
В 1993 ця книжка була видана в Україні («Вечірня година» число 8, Львів 1993. 128 с.) Проте, це українське видання помітно відрізняється від оригінального скороченнями та вставками.